# Resići
Resići (cyr. Ресићи) – wieś w Bośni i Hercegowinie, w Republice Serbskiej, w gminie Rudo. W 2013 roku liczyła 179 mieszkańców.